# We've gotta find a way back to love
『We've gotta find a Way back to love 』（ウィーヴ ガッタ ファンダ ウェイ バック トゥー ラヴ）は、BONNIE PINKの限定シングル・レコード盤。1996年6月28日発売。規格コードはPUSDEP-0004。

## 解説
- BONNIE PINKのマキシシングル『surprise!』のボーナス・トラックだった楽曲を同じ所属事務所所属のcokeberryの楽曲との両A面シングルとして、限定1000枚の12インチシングル盤として発売された。

## 収録曲

### BP面
1. We've gotta find a Way back to love / Bonnie Pink
(作詞・作曲:Holland-Dozier-Holland　編曲:キハラ龍太郎)
　※Freda Payneのカバー曲。

### CB面
1. Living in the dark / cokeberry
(作詞・作曲:Miema&Kuroda　編曲:黒田隆憲&cokeberry)

## 収録アルバム
- 『Bonnie's Kitchen ＃2』（BP-1.）
- 『プラチナムベスト BONNIE PINK〜BONNIE’S KITCHEN』（BP-1.）
- 『LOVE LITE pressents Club Christmas』（BP-1.‐コンピレーション･アルバムに収録）
- 『Sugar Plum Fairy』（CB-1.-cokeberryのオリジナル・アルバムに収録）